# Microcerella argentina
Microcerella argentina är en tvåvingeart som beskrevs av Guilherme A.M.Lopes 1982. Microcerella argentina ingår i släktet Microcerella och familjen köttflugor. Inga underarter finns listade i Catalogue of Life.